# Гербовник Зібмахера
Гербовник Зібмахера — класична праця середньовічної геральдичної традиції. Перше видання в двох томах підготовано в 1605 і 1609 роках нюрнберзьким гравером Іваном Зібмахером (Iohann Sibmacher; 1561—1611).
Після смерті автора 25 березня 1611 року, вийшов п'ятитомник, підготовлений у 1650—1660 роках Паулем Фюрстом (Paul Fürsten, 1605—1666) під назвою «Оновлений Німецький гербовник, в якому наводяться імена государів, володарів, князів, видатних мужів, дворян, назви станів і достопам'ятних місць Римської Імперії, а також дається опис гербів, щитів, шоломів та коштовностей» («Das Erneuerte und vermehrte teutsche Wappenbuch, в якому зберігаються зображення dezs h. romischen Reiches hohe Potentaten, Furstnen, Grafen … wie auch deroselben Namen, Herrschafften, und Herolds Farben, etc. auszgebildet zuersehen»).
Паулем Фюрстом були видані, крім Гербовника, книги Венделя Діттерліна «Architectura von Augsburg …» (Нюрнберг, 1655) і Георга Андреаса Беклера «Archtectura curiosa nova» (Нюрнберг, 1664).